# جیم متسلر
جیم متسلر (انگلیسی: Jim Metzler؛ زادهٔ ۲۳ ژوئن ۱۹۵۱) یک هنرپیشه اهل ایالات متحده آمریکا است.
از فیلم‌های او می‌توان به گرینگوی پیر، مزرعه کادیلاک و تکس اشاره کرد.